# إسماعيل يس في دمشق (فلم)
إسماعيل يس في دمشق هو فيلم مصري عرض عام 1958، بطولة إسماعيل ياسين وسميرة أحمد وأحمد رمزي، تأليف أبو السعود الإبياري وإخراج حلمي رفلة .

## قصة الفيلم
تدور أحداث الفيلم حول شركة تأمين تقوم بالتأمين على حياة الناس ولكن لوحظ بعد فترة أن كثير من الناس الذين تم التأمين على حياتهم قد اختفوا فقررت الشركة أن ترسل شخصين إلى بيروت لكشف الحقيقة.

## طاقم التمثيل
- إسماعيل ياسين: (إسماعيل)
- سميرة أحمد: (لولا)
- أحمد رمزي: (رمزي)
- حسن فايق: (فايز فوزي المليونير)
- توفيق الدقن: (شوقي)
- جاكلين مونرو: (المطربة اللبنانية)
- محمد الديب: (مدير شركة التأمين)
- نجوى سالم: (هيلانة)
- عدلي كاسب: (صابر صبري)
- علية فوزي: (الممرضة)
- عبد العظيم كامل: (الطبيب)
- حسين إسماعيل: (فراش شركة التأمين)
- محسن حسنين: (ابن عم لولا)
- زكي الحرامي: (ابن عم لولا)

## فريق العمل
- إخراج: حلمي رفلة
- تأليف: أبو السعود الإبياري
- مدير التصوير: برونو سالفي
- مونتاج: حسنوف
- إنتاج: أفلام حلمي رفلة
- توزيع: شركة الشرق لتوزيع الأفلام

## روابط خارجية
- مقالات تستعمل روابط فنية بلا صلة مع ويكي بيانات